# Walter Nunes da Silva Junior
Walter Nunes da Silva Junior (Natal, 16 de outubro de 1963) é um jurista e magistrado brasileiro. Foi presidente da Associação dos Juízes Federais do Brasil.

## Biografia
Graduado em direito em 1986 pela Universidade Federal do Rio Grande do Norte, e mestre pela mesma universidade. Walter é Doutor em direito pela Universidade Federal de Pernambuco (UFPE).
Foi promotor, procurador da República e juiz federal. Como juiz, é conhecido e elogiado por julgar processos com rapidez que contrastam com tudo o que se critica quanto à lerdeza do Judiciário Brasileiro.
Foi Conselheiro da Escola Nacional de Formação e Aperfeiçoamento de Magistrados (ENFAM) no biênio 2013-2015.

## Publicações

### Artigos
- O tratamento constitucional do sigilo da correspondência. Brasília: Revista de Informação Legislativa, 2004.[2]
- Privilegiar para quê?, Correio Braziliense, 2007.[4]
- Foro privilegiado, Consultor Jurídico, p. 1-2, 2007.[2]

### Livros
- Mandado de Segurança, Natal, Editora Nordeste Gráfica, 1990.[2]
- Curso de Direito Processual Penal: Teoria (Constitucional) do Processo Penal, Editora Renovar, 2008, ISBN 9788571476462
- Reforma Tópica do Processo Penal: inovações aos procedimentos ordinário e sumário, Rio de Janeiro, livraria e editora Renovar, 2009.[2]